# 다카라즈카 가극단 43기생
다카라즈카 가극단 43기생은 1956년 (쇼와 31년)에 다카라즈카 가극단에 입단하여, 『연대의 딸』 / 『봄의 춤 〈아름다운 일본〉』으로 초무대를 밟은 37명을 가리킨다.

## 일람
| 예명              | 생일      | 출신지                | 출신학교                       | 예명의 유래                                                               | 애칭             | 역할 | 퇴단년도 | 비고                                                                                              |
| ----------------- | --------- | --------------------- | ------------------------------ | ------------------------------------------------------------------------- | ---------------- | ---- | -------- | ------------------------------------------------------------------------------------------------- |
| 明月美保          | 7월 21일  | 도쿄도                | 도쿄학예대학부속중학교         | 존경하는 선생님이 명명                                                    | 미호짱           |      | 1960년   |                                                                                                   |
| 아키즈키 미호     | 7월 21일  | 도쿄도                | 도쿄학예대학부속중학교         | 존경하는 선생님이 명명                                                    | 미호짱           |      | 1960년   |                                                                                                   |
| 幾久まゆ美        | 11월 22일 | 오사카부 오사카시     | 소우아이여학원                 |                                                                           | 킷코             |      | 1967년   | 아버지 하나야기 이쿠히사에 (花柳幾久英) 남편 하나야기 이소스케 (花柳伊十輔)                       |
| 이쿠 마유미       | 11월 22일 | 오사카부 오사카시     | 소우아이여학원                 |                                                                           | 킷코             |      | 1967년   | 아버지 하나야기 이쿠히사에 (花柳幾久英) 남편 하나야기 이소스케 (花柳伊十輔)                       |
| 泉川きよし        | 6월 13일  | 도쿄도                | 소노다학원                     |                                                                           | 키요시           |      | 1977년   | 카스가 키요시 (加寿賀きよし)로 개명                                                               |
| 이즈미카와 키요시 | 6월 13일  | 도쿄도                | 소노다학원                     |                                                                           | 키요시           |      | 1977년   | 카스가 키요시 (加寿賀きよし)로 개명                                                               |
| 一條朱美          |           |                       |                                |                                                                           |                  |      | 1956년   | 도쿄도 키타구 쥬조에서 부치크 MORE를 경영                                                         |
| 이치죠 아케미     |           |                       |                                |                                                                           |                  |      | 1956년   | 도쿄도 키타구 쥬조에서 부치크 MORE를 경영                                                         |
| 香路ひでみ        | 9월 28일  | 야마가타현            | 도쿄도 시부야고등학교          | 본적지                                                                    | 히데짱           |      | 1964년   | 쌍둥이 동생 카지 마사미                                                                           |
| 카지 히데미       | 9월 28일  | 야마가타현            | 도쿄도 시부야고등학교          | 본적지                                                                    | 히데짱           |      | 1964년   | 쌍둥이 동생 카지 마사미                                                                           |
| 香路まさみ        | 9월 28일  | 야마가타현            | 도쿄도 시부야고등학교          | 본적지                                                                    | 마사짱           |      | 1964년   | 쌍둥이 언니 카지 히데미                                                                           |
| 카지 마사미       | 9월 28일  | 야마가타현            | 도쿄도 시부야고등학교          | 본적지                                                                    | 마사짱           |      | 1964년   | 쌍둥이 언니 카지 히데미                                                                           |
| 柏野真理          |           |                       |                                |                                                                           |                  |      | 1956년   |                                                                                                   |
| 카시와노 마리     |           |                       |                                |                                                                           |                  |      | 1956년   |                                                                                                   |
| 北城由紀子        | 4월 18일  | 니이가타현            | 제2나가오카고등학교            | 출신지                                                                    | 삿코             |      | 1958년   |                                                                                                   |
| 키타시로 유키코   | 4월 18일  | 니이가타현            | 제2나가오카고등학교            | 출신지                                                                    | 삿코             |      | 1958년   |                                                                                                   |
| 高ひろみ          | 10월 11일 | 오사카부 사카이시     | 오사카부립미쿠니가오카고등학교 | 본명에서 부모님이 명명                                                    | 요ー탄           |      | 1963년   |                                                                                                   |
| 코우 히로미       | 10월 11일 | 오사카부 사카이시     | 오사카부립미쿠니가오카고등학교 | 본명에서 부모님이 명명                                                    | 요ー탄           |      | 1963년   |                                                                                                   |
| 三枝夏実          | 2월 9일   | 도쿄도                | 가쿠슈인                       | 상급생이 명명                                                             | 탄코             |      | 1967년   |                                                                                                   |
| 사에구사 나츠미   | 2월 9일   | 도쿄도                | 가쿠슈인                       | 상급생이 명명                                                             | 탄코             |      | 1967년   |                                                                                                   |
| 桜香              | 11월 18일 | 나가사키 시마바라시   | 무코가와학원                   | 초대 오노에 사쿠라가 명명                                                 | 히로짱           |      | 1964년   |                                                                                                   |
| 사쿠라 카오리     | 11월 18일 | 나가사키 시마바라시   | 무코가와학원                   | 초대 오노에 사쿠라가 명명                                                 | 히로짱           |      | 1964년   |                                                                                                   |
| 里見千尋          | 12월 3일  | 도쿄도                | 도쿄여학관                     | 시라이 테츠조가 명명                                                      | 테이코           |      | 1967년   |                                                                                                   |
| 사토미 치히로     | 12월 3일  | 도쿄도                | 도쿄여학관                     | 시라이 테츠조가 명명                                                      | 테이코           |      | 1967년   |                                                                                                   |
| 白洲三千代        | 3월 25일  | 홋카이도 삿포로시     | 도쿄토호여자학원               | 이노우에 야치요가 명명                                                    | 마치             |      | 1965년   |                                                                                                   |
| 시라스 미치요     | 3월 25일  | 홋카이도 삿포로시     | 도쿄토호여자학원               | 이노우에 야치요가 명명                                                    | 마치             |      | 1965년   |                                                                                                   |
| 白鳥桂子          | 1월 2일   | 도쿄도                | 일본여자체육대학부속고등학교   |                                                                           | 히사짱, 케이코짱 |      | 1961년   |                                                                                                   |
| 시라토리 케이코   | 1월 2일   | 도쿄도                | 일본여자체육대학부속고등학교   |                                                                           | 히사짱, 케이코짱 |      | 1961년   |                                                                                                   |
| 園部竜子          | 2월 9일   | 효고현 고베시         | 고베야마테학원                 |                                                                           | 유리짱           |      | 1963년   |                                                                                                   |
| 소노베 류코       | 2월 9일   | 효고현 고베시         | 고베야마테학원                 |                                                                           | 유리짱           |      | 1963년   |                                                                                                   |
| 空ひとみ          | 8월 23일  | 오사카부 오사카시     | 오오타니중학교                 |                                                                           | 엣짱             |      | 1965년   |                                                                                                   |
| 소라 히토미       | 8월 23일  | 오사카부 오사카시     | 오오타니중학교                 |                                                                           | 엣짱             |      | 1965년   |                                                                                                   |
| 平美千代          | 12월 7일  | 카가와현              | 사카이데고등학교               | 존경하는 선생님이 명명                                                    | 이노짱           |      | 1965년   |                                                                                                   |
| 타이라 미치요     | 12월 7일  | 카가와현              | 사카이데고등학교               | 존경하는 선생님이 명명                                                    | 이노짱           |      | 1965년   |                                                                                                   |
| 多摩川登季子      | 10월 1일  | 도쿄도                | 쇼인고등학교                   | 장창 「타마가와 (多摩川)」                                                | 케이코, 우ー짱   |      | 1962년   | 언니 타마가와 나미코 (41)                                                                         |
| 타마가와 토키코   | 10월 1일  | 도쿄도                | 쇼인고등학교                   | 장창 「타마가와 (多摩川)」                                                | 케이코, 우ー짱   |      | 1962년   | 언니 타마가와 나미코 (41)                                                                         |
| 千草伴美          | 9월 5일   | 교토부                | 무라사키노고등학교             | 타카기 시로가 명명                                                        | 슨코             |      | 1958년   |                                                                                                   |
| 치구사 토모미     | 9월 5일   | 교토부                | 무라사키노고등학교             | 타카기 시로가 명명                                                        | 슨코             |      | 1958년   |                                                                                                   |
| 千早珠代          | 1월 4일   | 효고현 다카라즈카시   | 오사카학예대학부속이케다중학교 | 어머니 지인이 명명                                                        | 욧상, 마사미짱   |      | 1967년   |                                                                                                   |
| 치하야 타마요     | 1월 4일   | 효고현 다카라즈카시   | 오사카학예대학부속이케다중학교 | 어머니 지인이 명명                                                        | 욧상, 마사미짱   |      | 1967년   |                                                                                                   |
| 千春京子          | 3월 7일   | 효고현                | 교토                           | 京子는 교토에서, 千春는 상급생에게서 받음                                 | 아키짱, 미ー코   |      | 1959년   | 엄마 쿠레나이 치즈루 (13) 언니 쿠레나이 치즈루 (40) 딸 마리사 히토미 (75) 조카 아키소노 미오 (79) |
| 치하루 쿄코       | 3월 7일   | 효고현                | 교토                           | 京子는 교토에서, 千春는 상급생에게서 받음                                 | 아키짱, 미ー코   |      | 1959년   | 엄마 쿠레나이 치즈루 (13) 언니 쿠레나이 치즈루 (40) 딸 마리사 히토미 (75) 조카 아키소노 미오 (79) |
| 渚かもめ          | 9월 10일  | 효고현 니시노미야시   | 무코가와학원                   |                                                                           | 세이코           |      | 1961년   | 후네 나기사 (舟なぎさ)로 개명                                                                     |
| 나기사 카모메     | 9월 10일  | 효고현 니시노미야시   | 무코가와학원                   |                                                                           | 세이코           |      | 1961년   | 후네 나기사 (舟なぎさ)로 개명                                                                     |
| 新草恵子          | 6월 18일  | 오사카부              | 사카이아이센고등학교           |                                                                           | 치ー코짱         |      | 1959년   |                                                                                                   |
| 니이구사 케이코   | 6월 18일  | 오사카부              | 사카이아이센고등학교           |                                                                           | 치ー코짱         |      | 1959년   |                                                                                                   |
| 西海うらら        | 10월 3일  | 한국 경성             | 야마구치                       | 출신지에서 따옴                                                           | 카코짱           |      | 1958년   |                                                                                                   |
| 니시우미 우라라   | 10월 3일  | 한국 경성             | 야마구치                       | 출신지에서 따옴                                                           | 카코짱           |      | 1958년   |                                                                                                   |
| 野辺小百合        | 5월 19일  | 효고현 고베시         | 마루야마중학교                 |                                                                           | 미사짱, 코마짱   |      | 1961년   |                                                                                                   |
| 노베 사유리       | 5월 19일  | 효고현 고베시         | 마루야마중학교                 |                                                                           | 미사짱, 코마짱   |      | 1961년   |                                                                                                   |
| 萩雅恵            | 3월 1일   | 오사카부 오사카시     | 오오타니고등학교               |                                                                           | 토코짱           |      | 1960년   | 딸 하기 나오미 (67)                                                                               |
| 하기 마사에       | 3월 1일   | 오사카부 오사카시     | 오오타니고등학교               |                                                                           | 토코짱           |      | 1960년   | 딸 하기 나오미 (67)                                                                               |
| 葉月恵            | 8월 27일  | 효고현 다카라즈카시   | 이쿠노고등학교                 |                                                                           | 보쿠짱           |      | 1968년   |                                                                                                   |
| 하즈키 케이       | 8월 27일  | 효고현 다카라즈카시   | 이쿠노고등학교                 |                                                                           | 보쿠짱           |      | 1968년   |                                                                                                   |
| 富士守節子        | 11월 7일  | 토야마현              | 타카오카호쿠부중학교           | 후지모리다이묘진                                                          | 토쿠짱           |      | 1969년   |                                                                                                   |
| 후지모리 세츠코   | 11월 7일  | 토야마현              | 타카오카호쿠부중학교           | 후지모리다이묘진                                                          | 토쿠짱           |      | 1969년   |                                                                                                   |
| 星寿美            | 7월 13일  | 만주 신경특별시       | 코시엔학원                     | 星는 아버지 가업 「スタースポーツ」에서, 이름은 스미 하나요 (35)에게 받음 | 요코짱           |      | 1963년   | 동생 호시 미사 (45) 조카 츠부라 히토미 (77)                                                       |
| 호시 히사미       | 7월 13일  | 만주 신경특별시       | 코시엔학원                     | 星는 아버지 가업 「スタースポーツ」에서, 이름은 스미 하나요 (35)에게 받음 | 요코짱           |      | 1963년   | 동생 호시 미사 (45) 조카 츠부라 히토미 (77)                                                       |
| 黛光              | 2월 21일  | 히로시마현            | 현립니시노미야고등학교         | 어머니 이름에서 아버지 친구가 명명                                        | 밋짱             |      | 1962년   | 마유즈미 히카루 (黛ひかる)로 개명 남편 야마자키 츠토무                                            |
| 마유즈미 히카루   | 2월 21일  | 히로시마현            | 현립니시노미야고등학교         | 어머니 이름에서 아버지 친구가 명명                                        | 밋짱             |      | 1962년   | 마유즈미 히카루 (黛ひかる)로 개명 남편 야마자키 츠토무                                            |
| 万里弥生          | 7월 28일  | 오사카부              | 시미즈다니고등학교             | 본명                                                                      | 마리짱           |      | 1962년   | 친언니 전 배우 시미즈다니 카오루                                                                  |
| 마리 야요이       | 7월 28일  | 오사카부              | 시미즈다니고등학교             | 본명                                                                      | 마리짱           |      | 1962년   | 친언니 전 배우 시미즈다니 카오루                                                                  |
| 水城のぼる        | 1월 2일   | 효고현 고베시         | 고베쇼인여학교                 | 만요슈                                                                    | 하마짱           |      | 1963년   |                                                                                                   |
| 미즈키 노보루     | 1월 2일   | 효고현 고베시         | 고베쇼인여학교                 | 만요슈                                                                    | 하마짱           |      | 1963년   |                                                                                                   |
| 水知景子          | 3월 30일  | 도쿄도                | 코우란여학교                   |                                                                           | 마미             |      | 1957년   |                                                                                                   |
| 미즈치 케이코     | 3월 30일  | 도쿄도                | 코우란여학교                   |                                                                           | 마미             |      | 1957년   |                                                                                                   |
| 美高秀子          | 6월 5일   | 효고현 다카라즈카시   | 헤이안여학원                   | 타카미네 히데코가 명명                                                    | 키미짱           |      | 1963년   | 동생 미타카 유코 (46) 남편 오하라 히로토시                                                        |
| 미타카 히데코     | 6월 5일   | 효고현 다카라즈카시   | 헤이안여학원                   | 타카미네 히데코가 명명                                                    | 키미짱           |      | 1963년   | 동생 미타카 유코 (46) 남편 오하라 히로토시                                                        |
| 三滝涼子          | 5월 10일  | 히로시마현 히로시마시 | 지잔여자고등학교               | 출생지 미타키와 본명                                                      | 요시짱           |      | 1959년   |                                                                                                   |
| 미타키 료코       | 5월 10일  | 히로시마현 히로시마시 | 지잔여자고등학교               | 출생지 미타키와 본명                                                      | 요시짱           |      | 1959년   |                                                                                                   |
| 弓とほる          | 1월 4일   | 효고현 니시노미야시   | 코난고등여학교                 | 존경하는 상급생에게 받음                                                  | 에미             |      | 1963년   | 재단 중 사망                                                                                      |
| 유미 토오루       | 1월 4일   | 효고현 니시노미야시   | 코난고등여학교                 | 존경하는 상급생에게 받음                                                  | 에미             |      | 1963년   | 재단 중 사망                                                                                      |
| 若原三沙子        | 1월 7일   | 교토부 교토시         | 도시샤여자중학교               | 마루오 쵸켄이 명명                                                        | 피로짱           |      | 1957년   |                                                                                                   |
| 와카하라 미사코   | 1월 7일   | 교토부 교토시         | 도시샤여자중학교               | 마루오 쵸켄이 명명                                                        | 피로짱           |      | 1957년   |                                                                                                   |